# Mikroregion Konstantinolázeňsko
Mikroregion Konstantinolázeňsko je svazek obcí v okresu Tachov, jeho sídlem je Olbramov a jeho cílem je společná strategie rozvoje obcí (cestovní ruch, energetika, regionální rozvoj, sociální infrastruktura, životní prostředí a příroda). Sdružuje celkem 9 obcí a byl založen v roce 2000.

## Obce sdružené v mikroregionu
- Bezdružice
- Cebiv
- Černošín
- Horní Kozolupy
- Kokašice
- Konstantinovy Lázně
- Lestkov
- Olbramov
- Záchlumí